# Студія аграрних систем
Студія аграрних систем - міжнародна компанія, яка інтегрує програмне забезпечення у виробниче середовище сільськогосподарських підприємств.Компанія спеціалізується на супутниковому моніторингу полів, GPS-моніторингу, аналітиці та звітності, а також забезпеченням клієнтів подальшою підтримкою на всіх етапах співпраці. Компанія заснована Дмитром Грушецьким у 2012 році. Станом на 2017 рік компанія обслуговує 700 тисяч га.

## Діяльність
На базі системи дистанційного контролю управління сільськогосподарських угідь компанія "Студія аграрних систем" дозволяє суттєво знизити собівартість і помітно підвищити врожайність, своєчасно визначаючи найбільш проблемні ділянки на полях і максимально раціонально при цьому використовуючи всі наявні ресурси.
Крім цього, компанія регулярно проводить спеціальні тренінги, що дозволяють навчити як адміністрацію в Києві, так і персонал на місцях - інженерів і агрономів - найбільш ефективному управлінню системою.

## Послуги

### Супутниковий моніторинг посівів
Супутниковий моніторинг полів на увазі отримання достовірної та актуальної інформації про стан розвитку рослини. Компанія САС надає супутникові знімки високого і середнього розширення, які дозволяють відслідковувати динаміку вегетації культури і виявляти проблемні ділянки за допомогою спектрального аналізу індексу NDVI. Це дозволяє підвищити рівень рентабельності сільського господарства через ефективне використання факторів виробництва - зменшення витрат на огляд полів і можливість одночасно аналізувати дані з великих площ, незалежно від місця їх розташування.

### Сканування і аналітика посівів за допомогою Безпілотних літальних апаратів
Відеозйомка посівів за допомогою безпілотних літальних апаратів надає можливість  оцінити стан рослин і ідентифікувати всі загрози - в тому числі і шкідників, а також виявити і проаналізувати причини механічних факторів під час виконання технологічних операцій. Сканування поверхні і розрахунок індексів вегетації з метою ідентифікації зон відхилення від нормального розвитку рослини і подальшої аналітики цих зон для виявлення причин відхилення. 
Сканування дронами забезпечує отримання знімків надвисокої роздільної здатності (2см / піксель), знімки з високим ступенем деталізації в форматі 2D, NDVI, ELEVATION, а також створення 3D моделі земельної ділянки, об'єктів або великих комплексів (ферма, елеватор і т.д.). 

### GPSмоніторинг
Завдяки системі супутникового покриття і передачі даних по GPRS GPS-трекер забезпечує якісний моніторинг і контроль ваших транспортних засобів. Наша команда фахівців займається GPS-моніторингом техніки рухомих об'єктів в режимі Online. Завдяки встановленим GPS-трекерам стає можливим дистанційно відстежувати рух транспортних засобів - їх місце знаходження, включення запалювання, швидкість пересування, місце зупинки, тривалість зупинок.
За допомогою додаткового обладнання (датчика обертів двигуна або резисторів), можна з великою точністю відстежувати на відстані обертів двигуна вашого транспортного засобу, завдяки цьому фіксувати реальний пробіг техніки. Підключення такого додаткового обладнання як датчик відкривання шнека або приєднання до кнопки відкривання шнека надасть можливість бачити на карті всі вивантаження комбайнів.
Підключення до бортового комп'ютера (CAN-шини) транспортного засобу надасть можливість безконтактно зчитувати і відображати в нашому ПО великий спектр датчиків: оберти двигуна, запалювання, рівень пального, моментальну витрату пального, підйом / опускання причіпного обладнання (жатки) і так далі. За допомогою безконтактного ідентифікатора водія ви з легкістю побачите кількість відпрацьованих водієм годин і обробленої їм площі.

### Облік земельних ділянок
Облік земельних ділянок дозволяє збирати повну інформацію про земельні відносини на господарстві. Даний модуль складається з земельних ділянок, документів і карти, що відображає термін оренди в кольоровому оформленні. На даній карті дуже зручно визначати ділянки, у яких вже закінчується термін оренди і оперативно дізнатися всю необхідну інформацію про орендодавця, за яким закріплена ділянка.

### Хімічний аналіз ґрунтів
Вивчення ступеня забруднення ґрунту допомагає відстежити елементи і з’єднання, які перешкоджають життєдіяльності рослин, або яких не вистачає для нормального розвитку. За допомогою такої інформації, з’являється можливість спланувати витрати і кількість добрив, які дійсно необхідні ґрунті.

### Встановлення метеостанцій
Завдяки високотехнологічним цифровим датчикам метеостанція чітко фіксує: температуру і вологість повітря, швидкість і напрям вітру, кількість опадів, атмосферний тиск, температуру і вологість ґрунту, інтенсивність сонячного випромінювання. Станція працює автономно: вдень - використовуючи сонячну батарею, вночі - працюючи від накопиченої енергії в акумуляторі.
За допомогою графіків в програмному забезпеченні легко виявите найсприятливіші умови для всіх агрооперацій. Точна метеорологічна інформація - основний фактор, який необхідний для прийняття правильного рішення. Завдяки щоденному оновленню інформації по кожному конкретному полю агроном може своєчасно отримувати важливу інформацію. Температурні параметри ґрунту, графіки вегетації і контроль денних і накопичувальних опадів буде служити додатковою інформацією в будь-який час доби.